# Milano-Torino 2001
La Milano-Torino 2001, ottantaseiesima edizione della corsa, fu disputata il 17 ottobre 2001, per un percorso totale di 202 km. Venne vinta dall'italiano Mirko Celestino giunto al traguardo con il tempo di 4h25'06" alla media di 45,719 km/h.
Presero il via a Novate Milanese 178 ciclisti; 135 di essi portarono a termine la gara.

## Ordine d'arrivo (Top 10)
| Pos. | Corridore          | Squadra       | Tempo    |
| ---- | ------------------ | ------------- | -------- |
| 1    | Mirko Celestino    | Saeco         | 4h25'06" |
| 2    | Niki Aebersold     | Team Coast    | s.t.     |
| 3    | Eddy Mazzoleni     | Tacconi Sport | s.t.     |
| 4    | Tomáš Konečný      | Domo-Farm Fr. | a 4"     |
| 5    | Fabio Sacchi       | Saeco         | s.t.     |
| 6    | Raphael Schweda    | Team Coast    | s.t.     |
| 7    | Mathew Hayman      | Rabobank      | s.t.     |
| 8    | Mychajlo Chalilov  | Selle Italia  | s.t.     |
| 9    | Matthé Pronk       | Rabobank      | s.t.     |
| 10   | Peter Luttenberger | Tacconi Sport | s.t.     |